# Apollostation Drive Discovery PRESS
apollostation Drive Discovery PRESS（アポロステーション ドライブ ディスカバリー プレス）は、かつてTOKYO FM・JFN系列で放送されていたラジオ番組。パーソナリティーはホラン千秋。出光興産の一社提供・冠スポンサーだが、本番組開始と同時期に発足した新ブランド「apollostation」（アポロステーション）が番組名に冠されている（提供読みは従来の「出光興産」名義）。

## 番組概要
耳で聴くフリーペーパー"Drive Discovery PRESS"の「ラジオの中の編集部」を舞台に、ホラン率いる編集長が特派員やリスナーから募集した身近な街ネタから絶景スポット、絶品ご当地グルメ等様々な"良いもの"を紹介し、地元の魅力を再発見していく番組。
パーソナリティーを務めるホランは2013年4月 - 2017年3月の『JA全農 COUNTDOWN JAPAN』以来、4年ぶりにTFM・JFN系番組のパーソナリティを担当することになった。
なお、TFM・JFN系における出光興産一社提供番組は、1993年4月 - 1998年に放送した『出光ゼアスステーション ヒッツインモーション』以来23年ぶりである。
この時間帯では「WELLNET presents 旅めし」終了以来、1年半ぶりの旅番組となった。
放送内容はAudee、Spotify、Apple Podcastでアーカイブ配信される他、番組オリジナルプレイリストがSpotifyで配信。
2024年3月31日を以て、番組放送を終了。3年間の幕を閉じることとなった。